# Midlum (Pays-Bas)
Pour les articles homonymes, voir Midlum.
Midlum est un village situé dans la commune néerlandaise de Harlingen, dans la province de la Frise. Son nom en frison est Mullum. Le 1er janvier 2004, le village comptait 510 habitants.